# Шопен-парк
Шопен-парк (или «Парк Шопена»; англ. Chopin Park) — городской парк Чикаго (штат Иллинойс, США), один из самых маленьких городских парков, площадью 8 акров (32 000 м2).

## Описание
Парк имеет протяжённость от Роско-стрит (англ. Roscoe Street) на юге до Корнелия-авеню (англ. Cornelia Avenue) на севере между Линдер-авеню (англ. Linder Avenue) и Лонг-авеню (англ. Long Avenue).
Расположен по адресу: 3420 Норт-Лонг (англ. North Long) в юго-восточном углу сообщества Портидж-Парк, район Норт-Сайд.
Рельеф парка ровный, высота над уровнем моря — 188 метра.
Парк назван в честь Фредерика Шопена, известного пианиста и композитора Польши. Район вокруг парка является центром компактного проживания поляков в Чикаго «Владыславово», согласно переписи населения 2000 года, в Портидж-Парке проживает самое большое польское сообщество в районе Большого Чикаго. Парк находится прямо через дорогу от римско-католической церкви Св. Ладислава.
На территории парка располагаются следующие удобства для посетителей:
- детская площадка[1];
- баскетбольные площадки;
- четыре бейсбольные поля[1];
- песчаная волейбольная площадка[1];
- три теннисных корта[1];
- футбольное поле[1];
- четыре подковообразных ямы для игры в «подковы[англ.]»[1].

На детской площадке размещены вращающиеся сёдла, качели, две горки, мостик, лестницы и центры активности.
По периметру парка устроена асфальтированная дорожка для пробежки, протяжённостью около 800 м. Разрешён выгул собак на поводке. Летними вечерами по выходным в парке проводится бесплатный показ фильмов.
На территории парка организовываются командные игры на спортивных игровых полях и детских площадках. В парке проводятся уроки живописи и скульптуры, а также уроки игры на гитаре, фортепиано и других инструментах. Во время летних каникул организовываются дневные детские лагеря.
На территории Шопен-парка расположено историческое здание — филдхаус (с англ. — «полевой дом»). Дом был спроектирован Альбертом Шварцем (англ. Albert A. Schwartz), в нём расположены: актовый зал со сценой для конференций и встреч и семь комнат, специально предназначенных для представлений и концертов, также там проходят занятия с детьми в основном дошкольного возраста и музыкальные классы. Парк также проводит внеклассную программу парк-кидс (англ. Park Kids — «детский парк»), которая привлекает многих местных учеников после уроков; внеклассные мероприятия проводятся в основном для школьников младших классов из близлежащих школ.
На площади филдхауса располагаются следующие удобства для посетителей:
- большая сцена для музыкальных фестивалей летом
- большой актовый зал со сценой и семь комнат
- бассейны с душевыми[уточнить]
- спортзал[уточнить]

Парк открыт с 6:00 до 11:00 все дни недели, филдхаус — с 9:00 до 20:00 с понедельника по пятницу.
К 2014 году Шопен-парк пришёл в упадок, в связи с чем он был выбран для программы «Chicago Plays!» по модернизации и ремонту парков Чикаго.